# 布赞斯基·耶诺
布赞斯基·耶诺（匈牙利語：Buzánszky Jenő，1925年5月4日—2015年1月11日），匈牙利男子足球运动员，司职后卫。他曾代表匈牙利国家队参加1952年夏季奥林匹克运动会足球比赛，获得一枚金牌。